# TT288
TT288 (Theban Tomb 288) è la sigla che identifica una delle Tombe dei Nobili ubicate nell'area della cosiddetta Necropoli Tebana, sulla sponda occidentale del Nilo dinanzi alla città di Luxor, in Egitto. Destinata a sepolture di nobili e funzionari connessi alle case regnanti, specie del Nuovo Regno, l'area venne sfruttata, come necropoli, fin dall'Antico Regno e, successivamente, sino al periodo Saitico (con la XXVI dinastia) e Tolemaico.

## Titolare
TT288 era la tomba di:
| Titolare    | Titolo                            | Necropoli       | Dinastia/Periodo  | Note |
| ----------- | --------------------------------- | --------------- | ----------------- | ---- |
| Bakhenkhons | Scriba del divino libro di Khonsu | Dra Abu el-Naga | Periodo Ramesside |      |

## Biografia
Nessuna notizia biografica è ricavabile.

## La tomba
Costituita da una sala rettangolare con quattro pilastri, la TT288 presenta sul fondo una nicchia (1 in planimetria), in cui si trova la statua del defunto affiancata da statue di due donne, di cui non viene indicata l'identità, né se si tratta di divinità. Sui pilastri, anch'essi danneggiati, sono rilevabili un uomo in offertorio al defunto (A) e il defunto e la moglie (?) seduti dinanzi ai quali sono presenti offerenti (C). La piramide della TT288, che venne successivamente riutilizzata per la sepoltura di Setau (TT289), presenta dipinti che rappresentano il defunto (forse Setau) e la moglie seduti, nonché la moglie principale del defunto. All'interno della tomba vennero rinvenuti frammenti di una statua di Bakhekhons in arenaria, e frammenti di una statua, pure in arenaria, che reca il nome di Zamente[ankh].

### Annotazioni
1. ↑  La numerazione dei locali e delle pareti segue quella di Porter e Moss 1927, p. 356.
2. ↑  La prima numerazione delle tombe, dalla numero 1 alla 252, risale al 1913 con l'edizione del "Topographical Catalogue of the Private Tombs of Thebes" di Alan Gardiner e Arthur Weigall. Le tombe erano numerate in ordine di scoperta e non geografico; ugualmente in ordine cronologico di scoperta sono le tombe dalla 253 in poi.
3. ↑  I campi della Duat, ovvero l'aldilà egizio, si trovavano, secondo le credenze, proprio sulla riva occidentale del grande fiume.
4. ↑  Nella sua epoca di utilizzo, l'area era nota come "Quella di fronte al suo Signore" (con riferimento alla riva orientale, dove si trovavano le strutture dei Palazzi di residenza dei re e i templi dei principali dei) o, più semplicemente, "Occidente di Tebe".
5. ↑  le Tombe dei Nobili, benché raggruppate in un'unica area, sono di fatto distribuite su più necropoli distinte.
6. ↑  Le note, sovente di inquadramento topografico della tomba, sono tratte, fino alla TT252, dal "Topographical Catalogue" di Gardiner e Weigall, ed. 1913 e fanno perciò riferimento alla situazione dell'epoca.

### Fonti
1. ↑  Gardiner e Weigall 1913.
2. ↑  Donadoni 1999,  p. 115.
3. ↑  Porter e Moss 1927, p. 369.
4. 1 2  Porter e Moss 1927,  p. 369.